# Puchar Czarnogóry w piłce siatkowej mężczyzn (2022/2023)
Puchar Czarnogóry w piłce siatkowej mężczyzn 2022/2023 – 17. edycja rozgrywek o siatkarski Puchar Czarnogóry od uzyskania przez to państwo niepodległości zorganizowana przez Czarnogórski Związek Piłki Siatkowej (Odbojkaški savez Crne Gore, OSCG). Zainaugurowana została 10 grudnia 2022 roku.
Rozgrywki składały się z ćwierćfinałów, półfinałów i finału. Brały w nich udział zespoły grające w Superlidze. We wszystkich rundach rywalizacja toczyła się w systemie pucharowym. W ćwierćfinałach o awansie decydowało jedno spotkanie, natomiast w półfinałach w ramach pary rozgrywany był dwumecz.
Finał odbył się 1 kwietnia 2023 roku w centrum sportowym Igalo w Hercegu Novim. Po raz piąty z rzędu Puchar Czarnogóry zdobył klub Budva, pokonując w finale Budućnost Podgorica. MVP finału wybrany został Serb Aleksandar Gmitrović.

## System rozgrywek
Rozgrywki o Puchar Czarnogóry w sezonie 2022/2023 składały się z ćwierćfinałów, półfinałów i finału.
Pary ćwierćfinałowe oraz półfinałowe wyłonione zostały w drodze losowania. Losowanie ćwierćfinałów odbyło się 17 listopada, natomiast półfinałów – 10 lutego.
W ćwierćfinałach o awansie w ramach pary decydowało jedno spotkanie. Półfinały grane były w formie dwumeczów. O awansie decydowała liczba zdobytych punktów meczowych. Za zwycięstwo 3:0 lub 3:1 drużyna otrzymywała 3 punkty, za zwycięstwo 3:2 – 2 punkty, za porażkę 2:3 – 1 punkt, natomiast za porażkę 1:3 lub 0:3 – 0 punktów. Jeżeli po rozegraniu dwóch meczów obie drużyny zdobyły taką samą liczbę punktów, o awansie decydował tzw. złoty set grany do 15 punktów z dwoma punktami przewagi jednej z drużyn.
Zwycięzcy półfinałów rozegrali jedno spotkanie finałowe. Nie był grany mecz o 3. miejsce.

## Drużyny uczestniczące
| ECPG Superliga (6 drużyn) | ECPG Superliga (6 drużyn) |
| ------------------------- | ------------------------- |
| Budućnost Podgorica       | finał                     |
| Budva                     | zwycięstwo                |
| Galeb Liko Soho Group Bar | ćwierćfinał               |
| Jedinstvo Bijelo Polje    | półfinał                  |
| Mornar Bar                | półfinał                  |
| Sutjeska Nikšić           | ćwierćfinał               |

## Rozgrywki

### Ćwierćfinały
| 10.12.2022 17:00 (UTC+1) | Galeb Liko Soho Group Bar | 0:3 (19:25, 23:25, 14:25) raport / raport 2 | Jedinstvo Bijelo Polje | Sportska dvorana Topolica, Bar Widzów: 30 Sędziowie: Predrag Beljkaš i Nikola Plamenac |

| 10.12.2022 20:00 (UTC+1) | Mornar Bar | 3:1 (25:16, 25:17, 16:25, 25:17) raport / raport 2 | Sutjeska Nikšić | Sportska dvorana Topolica, Bar Widzów: 30 Sędziowie: Milana Bulatović i Predrag Beljkaš |

### Półfinały
|  | Budva | 6 – 0 | Mornar Bar |  |

| 04.03.2023 18:30 (UTC+1) | Budva | 3:0 (25:12, 25:18, 25:14) raport / raport 2 | Mornar Bar | Mediteranski Sportski Centar, Budva Widzów: 70 Sędziowie: Sava Batizić i Jelena Mitrović |

| 11.03.2023 16:30 (UTC+1) | Mornar Bar | 0:3 (14:25, 8:25, 15:25) raport / raport 2 | Budva | Sportska dvorana Topolica, Bar Widzów: 30 Sędziowie: Dragana Vučinić i Stefan Osmajić |

|  | Budućnost Podgorica | 6 – 0 | Jedinstvo Bijelo Polje |  |

| 02.03.2023 18:30 (UTC+1) | Budućnost Podgorica | 3:0 (25:19, 27:25, 25:14) raport / raport 2 | Jedinstvo Bijelo Polje | Sportski centar Morača, Podgorica Widzów: 120 Sędziowie: Dragana Vučinić i Jelena Mitrović |

| 15.03.2023 18:30 (UTC+1) | Jedinstvo Bijelo Polje | 0:3 (18:25, 22:25, 22:25) raport / raport 2 | Budućnost Podgorica | Sportska dvorana Nikoljac, Bijelo Polje Widzów: 180 Sędziowie: Slobodan Kovačević i Danilo Papović |

### Finał
| 01.04.2023 17:00 (UTC+2) | Budva | 3:0 (25:17, 25:21, 25:14) raport / raport 2 | Budućnost Podgorica | Sportski centar Igalo, Herceg Novi Widzów: 180 Sędziowie: Sonja Simonovska i Slobodan Kovaćević |